# Hilmar Myhra
Hilmar Myhra, född 4 juni 1915 i Kongsberg i Buskerud fylke, död 13 april 2013, var en norsk backhoppare. Han representerade Kongsberg IF.

## Karriär
Hilmar Myhra debuterade internationellt i en tävling i Vikersundbacken mars 1936 som han vann. Han hoppade 85 meter och satte nytt backrekord. Backrekordet stod till 1946 då Arnholdt Kongsgård satte nytt backrekord med 87,5 meter.
Under Skid-VM 1938 i Lahtis vann Myhra en bronsmedalj endast 1,4 poäng efter Asbjørn Ruud från Norge, som vann guldet, och 1,1 poäng efter Stanisław Marusarz från Polen. Året efter, i Skid-VM 1939 i Zakopane, blev Hilmar Myhra nummer 6. Tävlingen vanns av österrikaren (som på grund av anschluss tävlade for Tyskland) Sepp Bradl före Myhras klubbkompisar från Kongsberg, Birger Ruud (0,5 poäng efter Bradl) och Arnholdt Kongsgård (1,6 poäng efter).
Hilmar Myhra blev norsk mästare i normalbacke i Raufoss mars 1940 strax innan den tyska invasionen av Norge (Unternehmen Weserübung, svenska: Operation Weserübung). Han vann också tävlingen i Holmenkollen (Holmenkollrennet) mars 1940. Efter kriget (1945) skadade sig Hilmar Myhra i en fotbollsmatch. Han var tvungen att avsluta sin backhoppskarriär.

## Övrigt
Hilmar Myhra spelade fotboll om somrarna för Kongsberg IF. Efter avslutad idrottskarriär verkade Myhra som tränare tillsammans med klubbkompisarna Birger Ruud, Asbjørn Ruud og Arnholdt Kongsgård. 1955 blev Myhra chefstränare i Norges Skiforbund. Hilmar Myhra har en väg uppkallad efter sig i hemstaden Kongsberg, Hilmar Myhras vei.